# Lakselv
Lakselv (nordsamiska: Leavdnja, kvänska: Lemmijoki) är centralort och befolkningsmässigt största ort i Porsangers kommun i Finnmark fylke i norra Norge. År 2013 var invånarantalet i Lakselv 2 258.
Lakselv ligger vid Porsangerfjorden, intill Lakselva. Lakselvs flygplats, Banak ligger 2,5 kilometer norr om orten.
Lakselv är säte för det offentliga organet Finnmarksfastigheten.

## Lasarettmoen

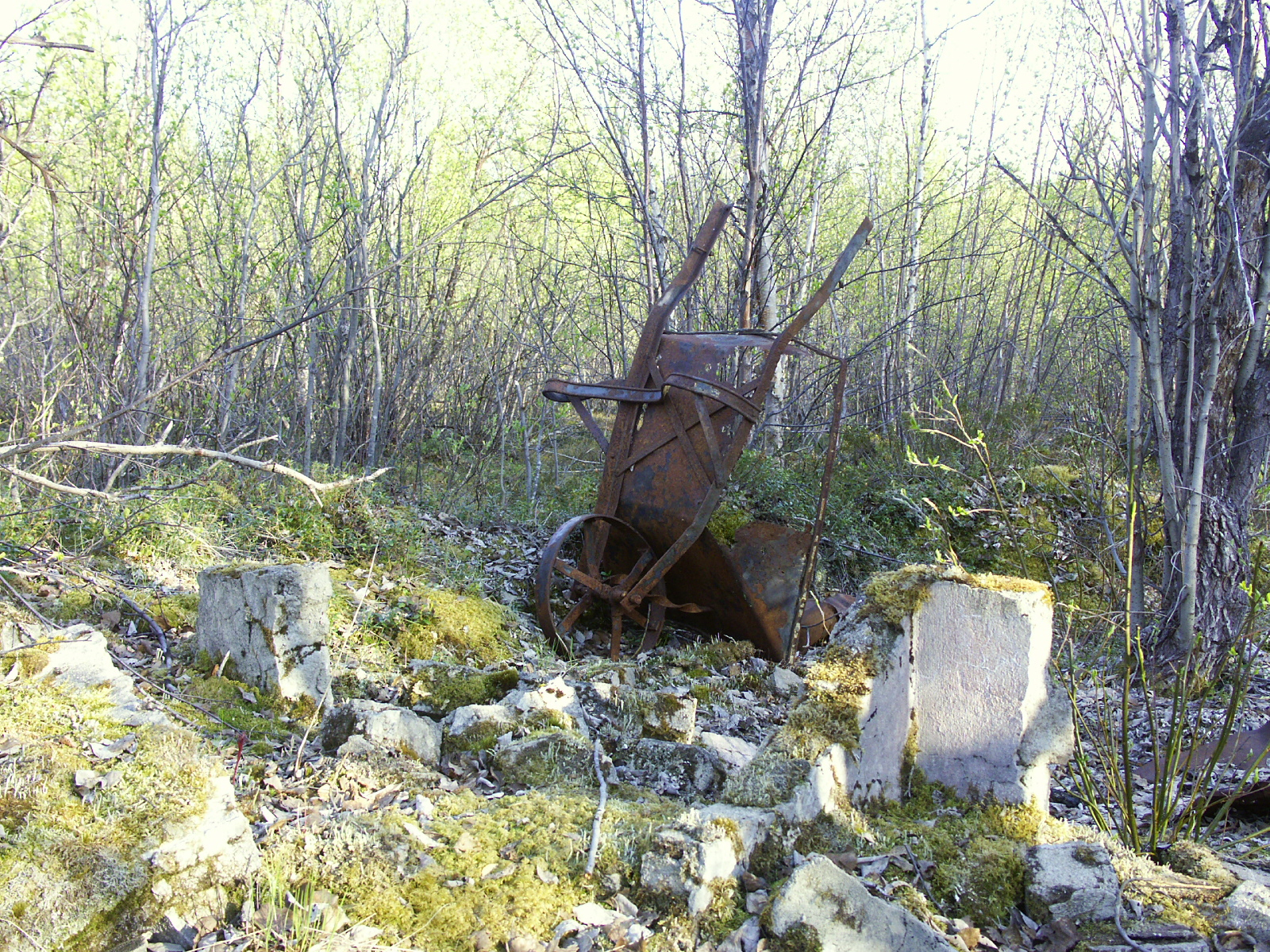
Kvarvarande skottkärra från fältsjukhuset på Lasarettmoen

Två kilometer från Skoganvarre väster on Lakselva i riktning mot Karasjok vid Europaväg 6 ligger Lasarettmoen.69°49′49.66″N 25°08′03.19″Ö / 69.8304611°N 25.1342194°Ö Där låg under andra världskriget den tyska arméns Ortslazarett Skoganvarre, som var ett av tyskarnas största fältsjukhus i Finnmark. På fältsjukhuset behandlades soldater från Östfronten och en del civilpersoner och enstaka ryska krigsfångar. På sjukhuset fanns avdelningar för medicin och för kirurgi med röntgenundersökning.

## Bildgalleri

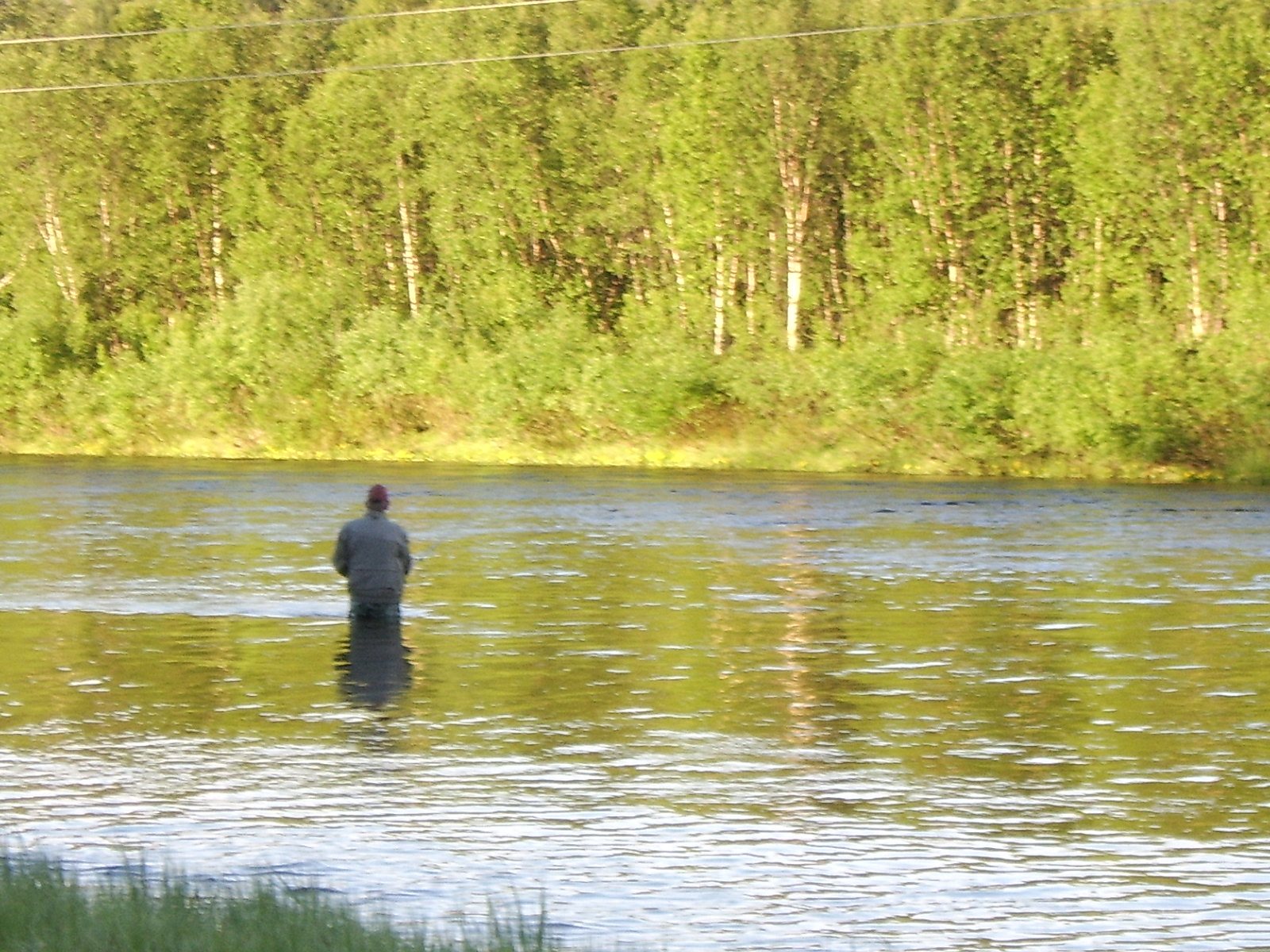
Sommarfiske vid Lakselva.
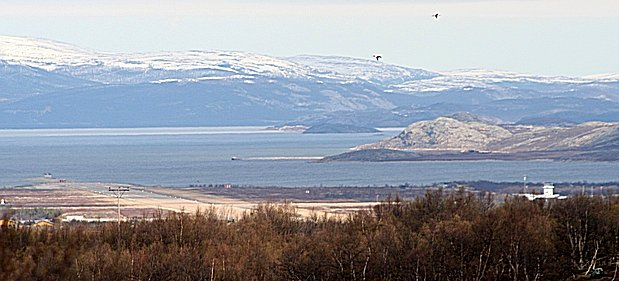
Lakselvs flygplats, Banak.